# 神靜王后
神靜王后（?—983年）是高麗太祖的第四王后，皇甫氏，皇甫悌恭之女，本貫黄州郡，謚號定憲懿敬柔明神靜王后。

## 生平
神靜王后最初的院號為黃州院，景宗元年（976年）被改為明福宮，因此她被稱為明福宮大夫人。
高麗成宗二年七月九日薨逝，被追尊為神靜大王太后。

## 家族
- 父：太尉三重大匡 忠義公 皇甫悌恭
- 夫：高麗太祖王建
  - 子：追尊王高麗戴宗王旭
  - 兒媳：宣義王后柳氏
    - 孫：高麗成宗、孝德太子、敬章太子
    - 孫女：獻哀王后· 獻貞王后

  - 女：大穆王后皇甫氏
  - 女婿：第四代王高麗光宗
    - 外孫：第五代王高麗景宗、孝和太子（효화태자）
    - 外孫女：成宗妃文德王后

## 影視形象
| 演員   | 年代           | 電視台 | 劇名                   | 備註全美善 |
| ------ | -------------- | ------ | ---------------------- | ---------- |
| 安惠淑 | 2002年～2003年 | KBS    | 帝國的早晨             |            |
| 鄭景順 | 2016年         | SBS    | 月之戀人－步步驚心：麗 |            |

## 附註
1. ↑  (丙子)元年夏六月庚申，黃州院二郞君，並加元服，改院號，爲明福宮。
2. ↑  秋七月，壬戌，明福宮大夫人皇甫氏薨。